# (9534) 1981 TP
A (9534) 1981 TP a Naprendszer kisbolygóövében található aszteroida. Norman Thomas fedezte fel 1981. október 4-én.